# Kasper Andersen (kierowca wyścigowy)
Kasper Mengers Andersen (ur. 3 sierpnia 1984 roku w Silkeborg) – duński kierowca wyścigowy.

## Kariera
Andersen rozpoczął karierę w wyścigach samochodowych w 2003 roku od startów w Niemieckiej Formule Renault i Skandynawskiej Formule Renault. Z dorobkiem odpowiednio 6 i 106 punktów uplasował się odpowiednio na 37 i piątej pozycji w klasyfikacji generalnej. W tym samym sezonie zaliczył również starty gościnne w Europejskim Pucharze Formuły Renault 2.0. W późniejszych latach pojawiał się także w stawce Północnoeuropejskiego Pucharu Formuły Renault 2.0, Euroseries 3000, Międzynarodowej Formuły Master, Superleague Formula oraz Grand-Am Rolex Sports Car Series.